# Aedes nivalis
Aedes nivalis är en tvåvingeart som beskrevs av Edwards 1926. Aedes nivalis ingår i släktet Aedes och familjen stickmyggor. Inga underarter finns listade i Catalogue of Life.